# Espeche (apellido)
Espeche es un apellido toponímico de origen vasco. Existe una población y comuna denominada Espèche, situada en la región francesa de Mediodía-Pirineos, próxima a la actual frontera con España. 
Lo menciona Rubén Mario De Luca en su Historia de los apellidos argentinos, explicando que la terminación eche significa casa.
Según el Instituto Nacional de Estadísticas de España existen apenas 27 individuos que llevan el Espeche por primer apellido y 17 que lo llevan como segundo. Además, 25 nacidos en el extranjero lo llevan como primer apellido y 14 como segundo. Son datos procedentes de la Explotación Estadística del Padrón a fecha 01/01/2011.
Más difundido está en la República Argentina, donde es un apellido propio del NOA, fundamentalmente de las provincias de Catamarca y Santiago del Estero. Esta familia fue fundada por Guillén de Espeche, quien hacia 1640 se encontraba radicado en Las Chacras, Valle Viejo, hoy provincia de Catamarca.
En Santiago del Estero constituyeron el apellido emblemático de lo que popularmente se denominó la nobleza choyana. Este grupo estuvo constituido por unas pocas acaudaladas familias propietarias de grandes estancias en lo que es hoy el departamento Choya. Era tradicional que los miembros de estas familias (Espeche, Gómez o Gómez de Brizuela, Tula o Tula Cervín, Tolosa) enlazasen matrimonialmente exclusivamente entre ellos a lo largo de muchas generaciones sucesivas, desde los tiempos coloniales hasta mediados del siglo XX.
Centrados primeramente en La Concepción de El Alto, crearon numerosas estancias en el departamento Choya, y se establecieron en un pueblo especialmente fundado por Juan Francisco Espeche y Gómez para ellos, llamado San Pedro de Choya. Tanto los primeros vecinos fundadores, Crisanto Gómez Molina, Felix Rosa Tolosa, y Fermín Brizuela, como sus descendientes estaban todos emparentados entre sí, algunos de ellos varias veces. Gómez, Tolosa y Brizuela eran sobrinos segundos de Espeche por partida doble, pues lo eran tanto por padre como por madre.